# Saint-Jean-d'Heurs
Saint-Jean-d'Heurs è un comune francese di 605 abitanti situato nel dipartimento del Puy-de-Dôme nella regione dell'Alvernia-Rodano-Alpi.

## Società

### Evoluzione demografica
Abitanti censiti